# Ricardo Guidi
Ricardo Zanatta Guidi - (Criciúma, 28 de setembro de 1977). É empresário, produtor rural e político brasileiro. Atualmente filiado ao Partido Liberal (PL).
É bacharel em direito e pós-graduado em gestão empresarial - pela Fundação Getulio Vargas. 
Filho do ex-prefeito de Criciúma (1977-1983 e 1989-1992), ex-deputado estadual por seis mandatos - Altair Guidi (in memoriam), e da professora e ex-senadora (1996 e 1999), Sandra Zanatta Guidi. 
Iniciou a carreira política quando eleito deputado estadual para a Assembleia Legislativa de Santa Catarina (ALESC), na 18ª legislatura (2015 — 2018). Já a partir de 1º de janeiro de 2019 se tornou representante dos catarinenses em Brasília, como deputado federal na 56ª Legislatura (2019 - 2023), cargo para o qual foi reeleito também à 57ª Legislatura (2023 - 2027).
Guidi se licenciou da Câmara dos Deputados para assumir como Secretário de Estado do Meio Ambiente e Economia Verde de Santa Catarina - desde agosto de 2023.